# Reakcja (statyka)
Reakcja jest działaniem (siły lub momentu) na ciało fizyczne, pochodzącym od jego więzu podporowego, który na to ciało został nałożony (w postaci podpory).
W analizie reakcja więzu pojawia się jako jego oddziaływanie (podporowe), równoważące dane obciążenie ciała.